# Estola daidalea
Estola daidalea är en skalbaggsart som beskrevs av Martins och Maria Helena M. Galileo 2002. Estola daidalea ingår i släktet Estola och familjen långhorningar. Inga underarter finns listade i Catalogue of Life.